# Carinoturris fortis
Carinoturris fortis é uma espécie de gastrópode do gênero Carinoturris, pertencente a família Pseudomelatomidae.